# Sous-Parsat
Sous-Parsat – miejscowość i gmina we Francji, w regionie Nowa Akwitania, w departamencie Creuse.
Według danych na rok 1990 gminę zamieszkiwało 155 osób, a gęstość zaludnienia wynosiła 17 osób/km² (wśród 747 gmin Limousin Sous-Parsat plasuje się na 468. miejscu pod względem liczby ludności, natomiast pod względem powierzchni na miejscu 574.).

## Populacja

Populacja Sous-Parsat w latach 1962–2008